# 우수대학육성정책
독일 연구협회의 우수대학육성정책(Exzellenzinitiative)은 독일 대학의 학문과 연구의 진흥을 위한 목적으로 2006년부터 도입되었다.